# Zamach na Napoleona Bonapartego w 1800
Zamach na Napoleona Bonapartego, zamach machiny piekielnej lub zamach na ulicy Saint-Nicaise – nieudany zamach na Napoleona Bonapartego, pierwszego konsula Francji, dokonany 24 grudnia 1800 (według kalendarza republikańskiego 3 nivôse'a roku IX) w Paryżu. Jego organizatorami byli rojaliści.
Do ataku wykorzystano tzw. machinę piekielną, skonstruowaną według wzoru z XVI stulecia.

## Spisek
Wobec sukcesów militarnych Bonapartego w walkach z II koalicją antyfrancuską i rosnącej słabości ruchu rojalistycznego, wśród walczących jeszcze szuanów pojawił się pomysł zamordowania Napoleona. Na czele spisku stanął Georges Cadoudal, który wysłał do Paryża, w celu przygotowania ataku, Josepha Picota de Limoëlan, Édouarda de La Haye-Saint-Hilaire'a, André Joyaux d’Assasa oraz Pierre'a Robinault de Saint-Régeanta. W ostatniej chwili do grupy dołączył doświadczony szuan François-Joseph Carbon. 
17 grudnia 1800 (26 frimaire'a roku IX) zamachowcy kupili powóz i konia od Lamballe'a, handlarza zbożem. Carbon przedstawił się jako kupiec, który pilnie potrzebował przewieźć swój towar do miasteczka Laval. Zamiast tego szuanie przewieźli powóz i konia na ulicę Saint Lazare, gdzie wynajęli mieszkanie. Przez kolejnych pięć dni przygotowywali właściwe narzędzie zamachu: beczkę wzmacnianą żelaznymi obręczami, którą docelowo planowali wypełnić prochem i podpalić. 

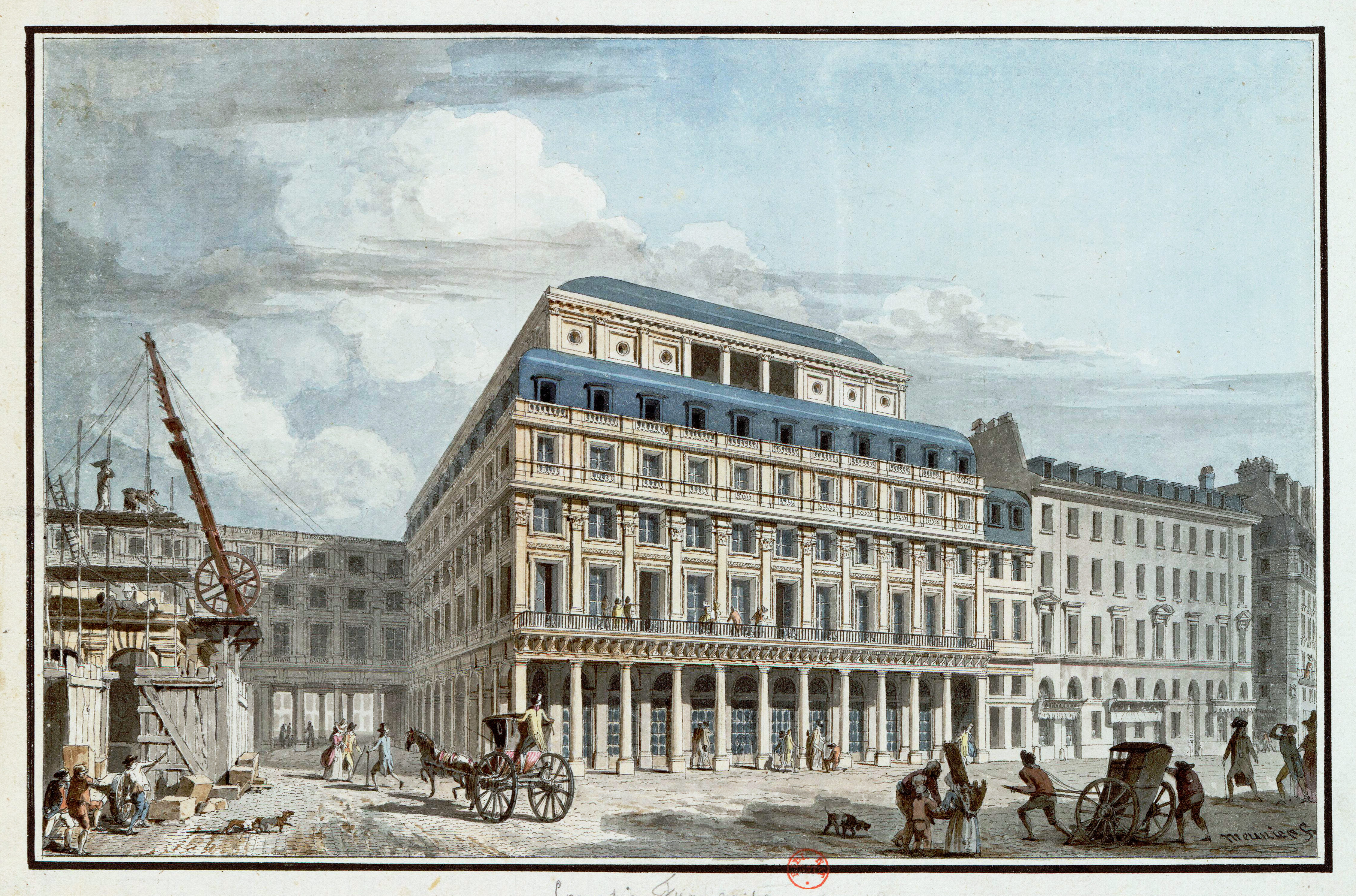
Komedia Francuska w końcu XVIII wieku

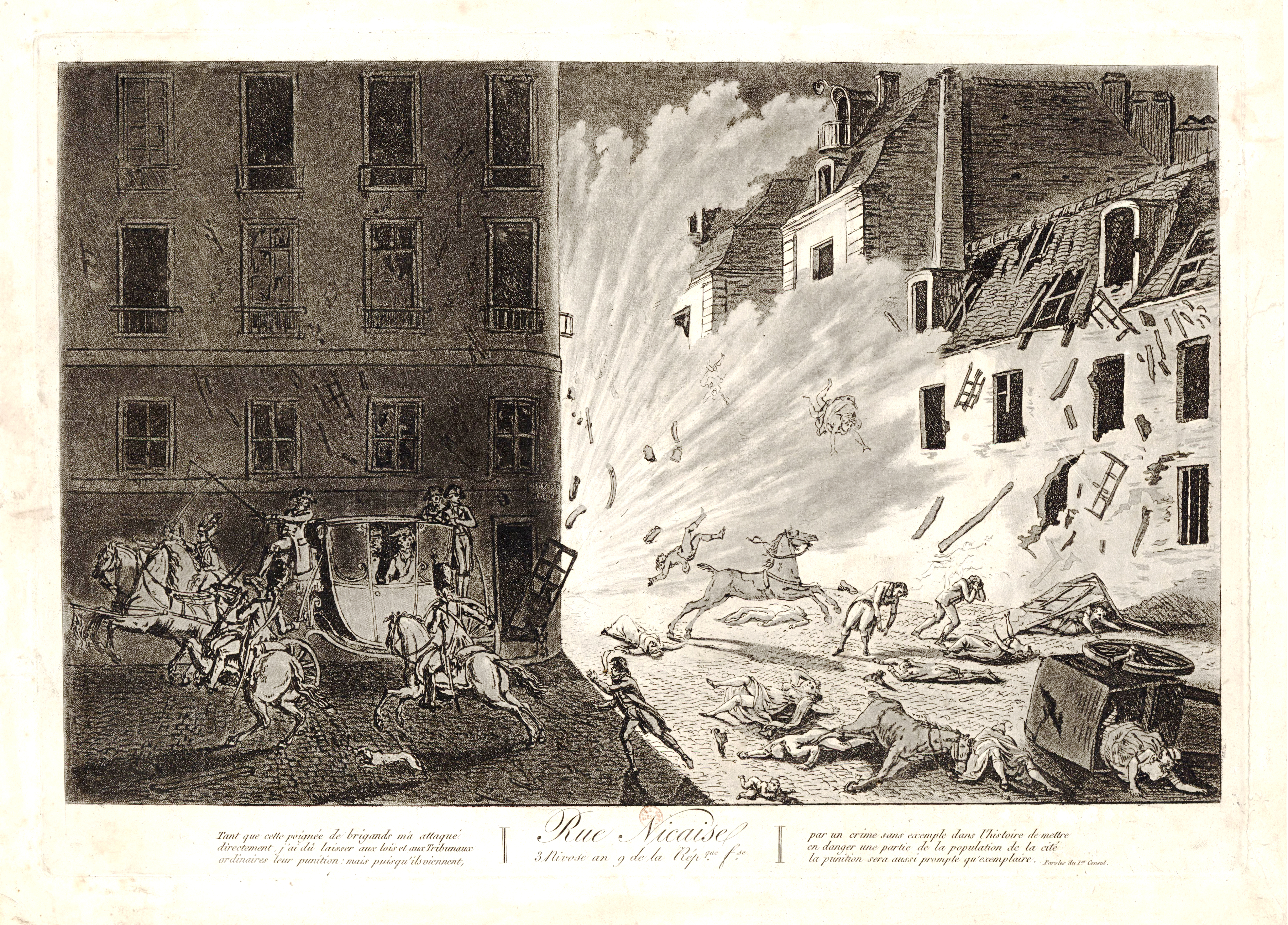
Zamach na ilustracji z końca XIX wieku

22 grudnia Saint-Régeant dowiedział się, że w dwa dni później Napoleon planuje udać się razem z żoną do opery. Zamachowcy postanowili wykorzystać machinę piekielną atakując ich powóz. Tego samego dnia, po przejściu spodziewanej trasy przejazdu, Saint-Régeant wybrał jako miejsce ataku ulicę Saint-Nicaise, w pobliżu budynku Komedii Francuskiej i kościoła św. Rocha w Paryżu, na schodach którego zginęło w 1796 kilkudziesięciu zbuntowanych rojalistów. Powóz z machiną piekielną miał stanąć na ulicy Saint-Nicaise, drugi zamachowiec miał obserwować trasę przejazdu Napoleona z przeciwnej strony ulicy, a następnie dać sygnał do podpalenia beczki z prochem.

## Zamach
24 grudnia 1800, późnym popołudniem, Carbon (główny konstruktor machiny) oraz Limoëlan, wyjechali powozem za bramę św. Dionizego, by tam w opuszczonym budynku wypełnić beczkę prochem. Następnie wrócili na wybrane dwa dni wcześniej miejsce ataku. Limoëlan rozpoczął obserwację ulicy. Saint-Régeant, który miał pilnować powozu, dał 12 sous przypadkowo zauważonej dziewczynce, by ta trzymała uzdę konia. 
Około godziny 19 Bonaparte, pewien iż tajna policja zapobiegła już wszystkim próbom ataku na niego, wyjechał z Tuileries na francuską premierę oratorium Haydna Stworzenie świata. Przed jego karetą jechała eskorta złożona z gwardzistów konsula. Razem z Bonapartem w karecie znajdowali się minister wojny Berthier, generał Lannes i adiutant Napoleona Lauriston. Siostra konsula Karolina oraz jego żona Józefina jechały w drugim powozie. 
Woźnica Bonapartego, Cesar, najprawdopodobniej był tego wieczora pijany. Obserwujący nierówny tor jazdy karety Limoëlan, w decydującym momencie spanikował i nie dał Saint-Régeantowi umówionego znaku. Ten zorientował się w sytuacji dopiero kilka minut później, kiedy przejechali przed nim grenadierzy Pierwszego Konsula. Dopiero wtedy podpalił lont i uciekł. Machina piekielna wybuchła, zabijając od 6 do 22 osób i raniąc około 100, nie dosięgając jednak celu zamachu. Ofiary były w większości mieszkańcami ubogich dzielnic miasta.

## Represje

### Atak na jakobinów

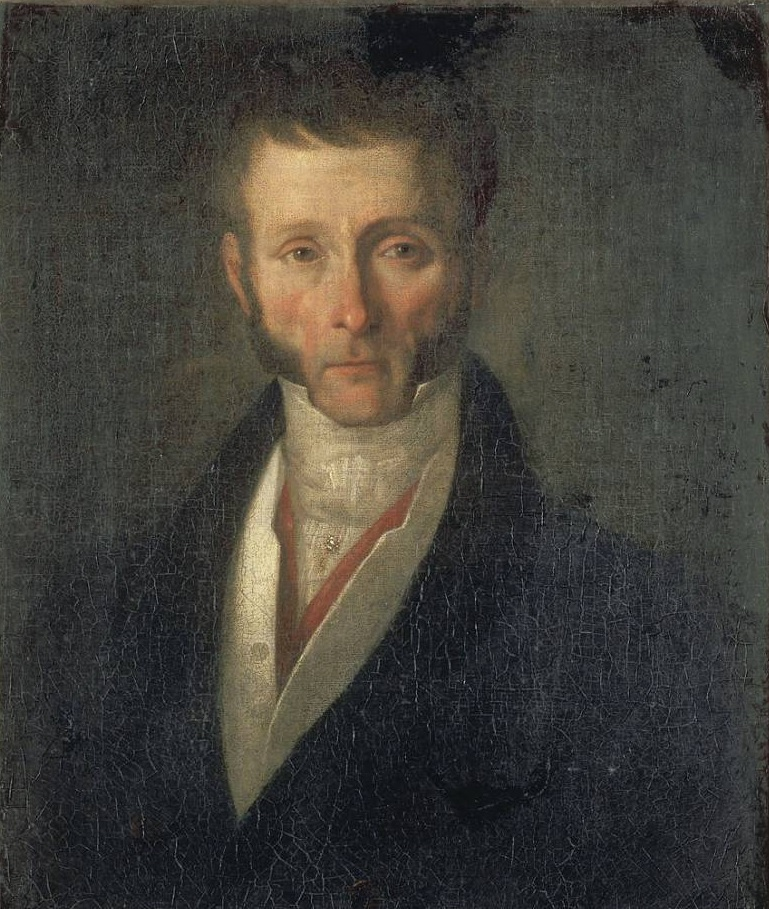
Joseph Fouché

Napoleon bezpośrednio po zamachu uznał, że był on dziełem jakobinów, którzy zachowali pewne wpływy wśród ubogich mieszkańców Paryża. Na jego polecenie zatrzymano w mieście dwóch znanych aktywistów jakobińskich: Metge'a, autora pamfletu politycznego, w którym porównywał Napoleona do Juliusza Cezara, oraz Chevaliera, który eksperymentował ze środkami wybuchowymi i był podejrzewany o chęć zabicia pierwszego konsula. Zatrzymań dokonano mimo perswazji ministra policji Josepha Fouché, który od początku wskazywał na środowiska rojalistyczne, jako najbardziej prawdopodobnych organizatorów zamachu. Bonaparte nie wierzył jednak, że osłabieni szuanie byli jeszcze w stanie przygotować tego rodzaju akcję, postanowił też wykorzystać zamach jako pretekst do ostatecznej rozprawy z jakobinami.  
Łącznie aresztowano 133 jakobinów lub osób związanych z tym środowiskiem. Ich zatrzymania były prowadzone nawet po ustaleniu sprawstwa szuanów, a Bonaparte odmówił ich ułaskawienia. Spośród aresztowanych 130 osób zostało skazanych na deportację na Seszele, wyspę Ré i Oléron, bez procesu sądowego, ani możliwości odwołania się od wyroku. Dwóch skazanych zdołało uciec.

### Odkrycie spisku rojalistycznego
Fouché oraz prefekt policji w Paryżu Louis Nicolas Dubois natychmiast po zamachu przystąpili do śledztwa, zabezpieczając pozostałe szczątki powozu i konia, po czym przesłuchali wszystkich paryskich handlarzy końmi i wozami. Udało się dotrzeć do Lamballe'a, który przedstawił rysopis Carbona, człowieka, który kupił od niego powóz na kilka dni przed zamachem. Udowodniono również, że bomba konstruowana przez Chevaliera nie była "machiną piekielną". 
Chociaż Bonaparte żądał kolejnych represji wobec jakobinów, Fouché, chcąc udowodnić, że środowiska rojalistyczne są o wiele bardziej niebezpieczne od byłych uczestników rewolucji francuskiej (do których zresztą sam należał), doprowadził do osądzenia i skazania na śmierć czterech członków spisku sztyletów, których ogłoszono współwinnymi zamachu. Nawet w tym momencie konsul nakazał stracić Chevaliera, a następnie Metge'a, chociaż nie było żadnych dowodów na ich wspólnictwo w ataku. Jednak 18 stycznia 1801 policja odnalazła Carbona, który na torturach podał nazwiska wspólników. 25 stycznia został zatrzymany Saint-Régeant. Obydwaj, po czterodniowym procesie na przełomie marca i kwietnia, zostali straceni 20 kwietnia na placu Grève - w miejscu, gdzie przed rewolucją dokonywano egzekucji niedoszłych zabójców królów. Jedynie Limoëlan zdołał uciec do Stanów Zjednoczonych.